# Luciano Tovoli
Luciano Tovoli, né le 30 octobre 1936 à Massa Marittima (Grosseto, Italie), est un directeur de la photographie italien.

## Biographie
Luciano Tovoli est né le 30 octobre 1936 à Massa Marittima. Après des études de linguistique et de littérature à l'Université de Pise, il étudie au Centro Sperimentale di Cinematografia de 1956 à 1958.

## Filmographie

### Directeur de la photographie
- 1969 : L'Invitée de Vittorio De Seta
- 1969 : Quatre pour Sartana (...e vennero in quattro per uccidere Sartana!) de Demofilo Fidani
- 1971 : Deux Trouillards pistonnés (Io non spezzo... rompo) de Bruno Corbucci
- 1972 : Nous ne vieillirons pas ensemble de Maurice Pialat
- 1972 : La Vie en jeu (La vita in gioco) de Gianfranco Mingozzi
- 1972 : Chung Kuo, la Chine (Chung Kuo, Cina) de Michelangelo Antonioni (documentaire de 3 h 30 min sorti en sept. 1973)
- 1973 : Rapt à l'italienne (Mordi e fuggi) de Dino Risi
- 1975 : Léonor de Juan Luis Buñuel
- 1975 : Profession : reporter de Michelangelo Antonioni
- 1975 : La Femme du dimanche de Luigi Comencini
- 1976 : Suspiria de Dario Argento
- 1976 : La Dernière Femme de Marco Ferreri
- 1976 : Le Désert des Tartares de Valerio Zurlini
- 1979 : L'Adoption de Marc Grunebaum
- 1980 : Le Mystère d'Oberwald de Michelangelo Antonioni
- 1980 : La Cage aux folles 2 d'Édouard Molinaro
- 1982 : Ténèbres de Dario Argento
- 1984 : Bianca de Nanni Moretti
- 1985 : Police de Maurice Pialat
- 1985 : La Cage aux folles 3 de Georges Lautner
- 1986 : Les Fugitifs de Francis Veber
- 1986 : Love Dream de Charles Finch
- 1987 : Da grande de Franco Amurri
- 1988 : Splendor d'Ettore Scola
- 1989 : Vanille Fraise de Gérard Oury
- 1989 : Quelle heure est-il d’Ettore Scola
- 1991 : Le Voyage du capitaine Fracasse d’Ettore Scola
- 1991 : L'Ours en peluche de Jacques Deray
- 1995 : Kiss of Death de Barbet Schroeder
- 1995 : Le Jaguar de Francis Veber
- 1998 : L'Enjeu de Barbet Schroeder
- 1999 : Le Dîner de cons de Francis Veber
- 2000 : Titus de Julie Taymor
- 2000 : Le Placard de Francis Veber
- 2001 : Calculs meurtriers de Barbet Schroeder
- 2002 : Tais-toi ! de Francis Veber
- 2007 : L'Amour caché d'Alessandro Capone
- 2007 : Inju : la Bête dans l'ombre de Barbet Schroeder
- 2012 : Dracula 3D de Dario Argento
- 2015 : Amnesia de Barbet Schroeder

### Réalisateur
- 1983 : Le Général de l'armée morte (Titre original: Il generale dell'armata morta)

## Distinctions
- 1976 : Ruban d'argent pour Profession : reporter
- 1989 : Ruban d'argent pour Splendor

Luciano Tovoli est devenu en 2007 le premier membre honoraire d'Imago, la fédération européenne des directeurs de la photographie.